# Dāylān Kandī
Dāylān Kandī (persiska: دايلان كَندی, دایلان کندی) är en ort i Iran.   Den ligger i provinsen Västazarbaijan, i den nordvästra delen av landet, 700 km nordväst om huvudstaden Teheran. Dāylān Kandī ligger 806 meter över havet och antalet invånare är 965.
Terrängen runt Dāylān Kandī är huvudsakligen platt, men åt nordost är den kuperad. Runt Dāylān Kandī är det ganska glesbefolkat, med 39 invånare per kvadratkilometer. Närmaste större samhälle är Poldasht, 2,8 km nordost om Dāylān Kandī. Trakten runt Dāylān Kandī består i huvudsak av gräsmarker.